# Hendrik van Heinsberg

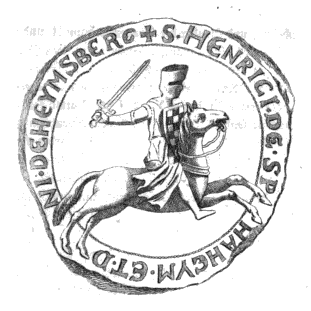
Zegel van graaf Hendrik van Sponheim-Heinsberg, met op zijn schild het wapen van het graafschap Sponheim

Hendrik van Heinsberg, geboren als Hendrik van Sponheim (voor 1224- 1259) was een telg uit het gravengeslacht Sponheim, die in 1228 heer van Heinsberg werd.

## Leven
Hendrik was de tweede zoon van graaf Godfried III van Sponheim en Adelheid van Sayn. Hij trouwde omstreeks 1230 met Agnes van Heinsberg, uit het huis Valkenburg-Heinsberg. Agnes was de dochter van Dirk I van Valkenburg en Isalda van Limburg, dochter van Hendrik III van Limburg. Daarmee was Hendrik de eerste erfgenaam van de lijn Sponheim-Heinsberg, een nevenlijn van zowel het huis Sponheim als van het huis Valkenburg-Heinsberg. Door het huwelijk met Agnes, erfdochter van Heinsberg, kreeg Hendrik de heerlijkheid Heinsberg. Via zijn moeder was hij bovendien heer van Freusburg en van Löwenberg, Saffenberg, Hülchrath en Blankenburg. De eerste vermelding van Heinsberg als stad is terug te vinden in een oorkonde van Hendrik uit 1255. Daarmee wordt hij gezien als de stichter van de stad Heinsberg. Hij toont in zijn zegel het wapen van het graafschap Sponheim.

## Nakomelingen
Uit het huwelijk met Agnes kwamen zes kinderen voort:
- Dirk II van Heinsberg, gehuwd met Johanna van Leuven-Gaasbeek
- Johan I, heer van Löwenberg, gehuwd met Gisela van Bolanden-Falkenstein-Münzenberg, later met Mechthild van Meisenburg
- Adelheid, erfvrouwe van Hülchrath en Saffenberg, gehuwd met Diederik VII van Kleef
- Hendrik, proost in Keulen
- Agnes, kloosterlinge in Heinsberg
- Isabelle, gehuwd met Bruno III van Isenburg-Braunsberg, later met Eberhard van Isenburg-Grenzau.